# 수전 시포스 헤이스
수전 시포스 헤이스(Susan Seaforth Hayes, 1943년 7월 11일 ~ )는 미국의 배우이다.

## 출연 작품
- 어 밀리언 해피 나우스 (2017)
- 드림 머신 (1991)
- 더 영 앤 더 레스트리스 (1973)
- 사건비화 (1967)
- 우리 생애 나날들 (1965)
- FBI(영어판) (1965)
- 빌리 (1965)
- 나의 세 아들 (1960)
- 파이브 펜스 (1959)
- 샤이안 (1955)